# 韓國電影演員協會
韓國電影演員協會（韓語：한국영화배우협회 편집하기）是韓國文化體育觀光部下屬的法人協會，成立於2003年1月13日，其宗旨是保護電影演員的權益，促進會員的福利，增進會員之間的友誼。辦公室位於首爾市中區忠武路3街49號聯合大廈420室（郵政編碼：100-013）。每年舉辦的電影演員明星之夜頒獎禮是從青龍電影獎、百想藝術大獎、電影大鐘獎、永平獎、釜山國際電影節等國內外獎項和各種電影節的獲獎者中精心挑選的明星頒獎活動。自2014年起，明星之夜頒獎禮與世界超級達人大賽同期舉辦，由YuuZoo Corp和新加坡交易所（SGX：AFC）上市公司Suta集團主辦。

## 主營業務
- 保障會員權益、促進會員福祉的項目
- 提高電影演員素質、發現和培養新演員的項目
- 提高電影明星經濟和社會地位的項目

## 歷史
- 1947年，使用「電影研究會」的名稱，其中包括全澤伊。
- 1953年12月25日，電影研究委員會由全澤伊成立。
- 1955年，韓國電影製片人協會成立，成員包括全澤伊、卜惠淑、金一海、徐月影和尹一峰在阪東酒店（現樂天酒店）前的美國公共信息中心劇院舉行會議）。
- 2003年轉為社團法人。

## 歷任主席
| 屆數      | 姓名   | 任期                    | 備註 (協會名稱)                |
| --------- | ------ | ----------------------- | ------------------------------ |
| 代表      | 全澤伊 | 1953年12月25日 - 1954年 | 電影研究委員會                 |
| 第1屆     | 全澤伊 | 1955年 - 1955年         | 韓國電影演員協會               |
| 第2~6屆   | 卜惠淑 | 1956年 - 1960年         | 韓國電影演員協會               |
| 第7-8屆   | 卜惠淑 | 1961年 - 1962年         | 韓國電影演員協會演技小組委員會 |
| 第9~12屆  | 金勝鎬 | 1963年 - 1966年         | 韓國電影演員協會演技小組委員會 |
| 第24屆    | 尹良河 | 1985年 - 1987年         | 韓國電影演員協會演技小組委員會 |
| 第29-30屆 | 申星一 | 2002年11月 - 2005年     | 韓國電影演員協會               |
| 第31屆    | 安聖基 | 2006年 - 2008年         | 韓國電影演員協會               |
| 第32屆    | 李德華 | 2009年 - 2011年         | 韓國電影演員協會               |
| 第33-34屆 | 巨龍   | 2012年 - 2017年         | 韓國電影演員協會               |
| 第35屆    | 金國賢 | 2018年 - 2021年         | 韓國電影演員協會               |
| 第36屆    | 李真英 | 2021年 - 至今           | 韓國電影演員協會               |

## 外部鏈接
- 韓國電影演員協會